# Жизнь — миг, искусство — вечно
«Жизнь — миг, искусство — вечно» («На пороге смерти») (1916) — русский немой художественный фильм Чеслава Сабинского. В. Вишневский охарактеризовал фильм как «психологическую драму с занятным сюжетом и интересной игрой актёров». Фильм вышел на экраны 3 мая 1916 года. Фильм не сохранился.

## Сюжет
Ирина позирует скульптору Строеву и знакомится у него с князем Болеславом, она увлекается им и бросает мужа. Последний не в силах перенести утраты и только при виде статуи, воплотившей в себе красоту любимой женщины, находит в себе душевное успокоение. Случайность уносит героиню в могилу. Один из соперников в порыве злобы убивает другого.

## Художественные особенности
«Пьеса хорошо поставлена; многие павильоны и mise-en-scene сделаны с большим вкусом» — писал рецензент журнала «Проектор». Он также отметил сюжет, который назвал «весьма оригинальным», однако выразил своё недовольство концовкой. Рецензент предпочёл бы, чтобы режиссёр показал «примирение двух соперников перед вечным символом красоты и этим самым подчеркнул бы мысль об облагораживающем влиянии искусства».